# Elia Meschak
Elia Meschak (sinh ngày 6 tháng 8 năm 1997) là một cầu thủ bóng đá người Congo.

## Sự nghiệp quốc tế

### Bàn thắng quốc tế
Tỉ số và kết quả liệt kê bàn thắng của CHDC Congo trước.
| #  | Ngày                | Địa điểm                                                   | Đối thủ  | Tỉ số | Kết quả | Giải đấu                           |
| -- | ------------------- | ---------------------------------------------------------- | -------- | ----- | ------- | ---------------------------------- |
| 1. | 17 tháng 1 năm 2016 | Sân vận động Huye, Butare, Rwanda                          | Ethiopia | 3–0   | 3–0     | Giải vô địch bóng đá châu Phi 2016 |
| 2. | 21 tháng 1 năm 2016 | Sân vận động Huye, Butare, Rwanda                          | Angola   | 2–0   | 3–0     | Giải vô địch bóng đá châu Phi 2016 |
| 3. | 7 tháng 2 năm 2016  | Sân vận động Amahoro, Kigali, Rwanda                       | Mali     | 1–0   | 3–0     | Giải vô địch bóng đá châu Phi 2016 |
| 4. | 7 tháng 2 năm 2016  | Sân vận động Amahoro, Kigali, Rwanda                       | Mali     | 2–0   | 3–0     | Giải vô địch bóng đá châu Phi 2016 |
| 5. | 26 tháng 3 năm 2016 | Sân vận động Martyrs, Kinshasa, CHDC Congo                 | Angola   | 2–0   | 2–1     | Vòng loại CAN 2017                 |
| 6. | 9 tháng 9 năm 2018  | Khu liên hợp thể thao Samuel Kanyon Doe, Monrovia, Liberia | Liberia  | 1–1   | 1–1     | Vòng loại CAN 2019                 |

## Danh hiệu

### Câu lạc bộ
TP Mazembe
- Siêu cúp CAF: 2016
- Cúp Liên đoàn bóng đá châu Phi: 2016, 2017
- Linafoot: 2015–16, 2016–17

### Quốc tế
CHDC Congo
- Giải vô địch bóng đá châu Phi: 2016[2]